# Monumenta Serica
A Monumenta Serica (hagyományos kínai: 華裔學志, egyszerűsített kínai: 华裔学志 , pinjin (pinyin) hangsúlyjelekkel: Huáyì xuézhì) 1934-ben alapított nemzetközi sinológiai szakfolyóirat.

## Története
A Monumenta Serica (teljes nevén Monumenta Serica - Journal of Oriental Studies) címet viselő sinológiai szakfolyóiratot Franz Xaver Biallas alapította 1934-ben a pekingi Fuzsen Katolikus Egyetemen. Jelenleg a Sankt Augustin-i székhelyű Monumenta Serica Institute jelenteti meg. 2012-ig Roman Malek volt a főszerkesztője, jelenleg pedig  Zbigniew Wesołowski.
Az évente egy alkalommal megjelenő Monumenta Serica a nemzetközi sinológia jelentős szakfolyóirata, amely angol, német és francia nyelven ad közre cikkeket, tanulmányokat kínai tárgykörben.

## Fordítás
- Ez a szócikk részben vagy egészben  a   Monumenta Serica című angol Wikipédia-szócikk fordításán alapul.  Az eredeti cikk szerkesztőit annak laptörténete sorolja fel. Ez a jelzés csupán a megfogalmazás eredetét és a szerzői jogokat jelzi, nem szolgál a cikkben szereplő információk forrásmegjelöléseként.